# Girincs
Girincs ist eine ungarische Gemeinde im Kreis Tiszaújváros im Komitat Borsod-Abaúj-Zemplén.

## Geografische Lage
Girincs liegt 20 Kilometer südöstlich des Komitatssitzes Miskolc, 6,5 Kilometer nordwestlich der Kreisstadt Tiszaújváros, am Fluss Sajó. Nachbargemeinden sind Köröm (2 Kilometer nordwestlich) und Kiscsécs (2 Kilometer östlich).

## Geschichte
Im Jahr 1913 gab es in der damaligen Kleingemeinde 162 Häuser und 917 Einwohner auf einer Fläche von 1932 Katastraljochen. Sie gehörte zu dieser Zeit zum Bezirk Szerencs im Komitat Zemplén.

## Sehenswürdigkeiten
- Heimatmuseum (Tájház)
- Nepomuki-Szent-János-Statue (Nepomuki Szent János szobra)
- Römisch-katholische Kirche Nagyboldogasszony, erbaut 1739
- Schloss Dőry (Dőry-kastély, heute Internat für behinderte Kinder)

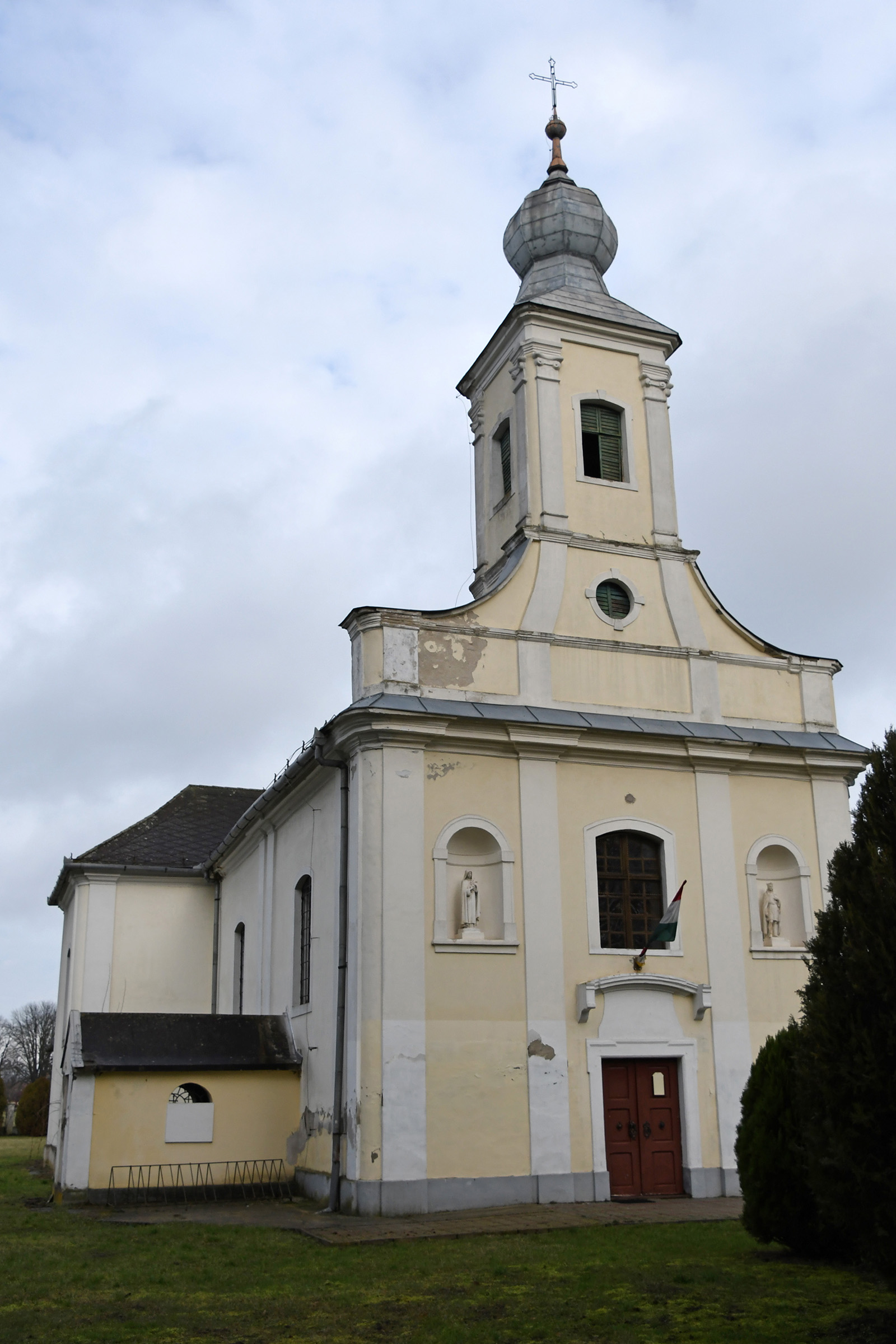
Römisch-katholische Kirche Nagyboldogasszony
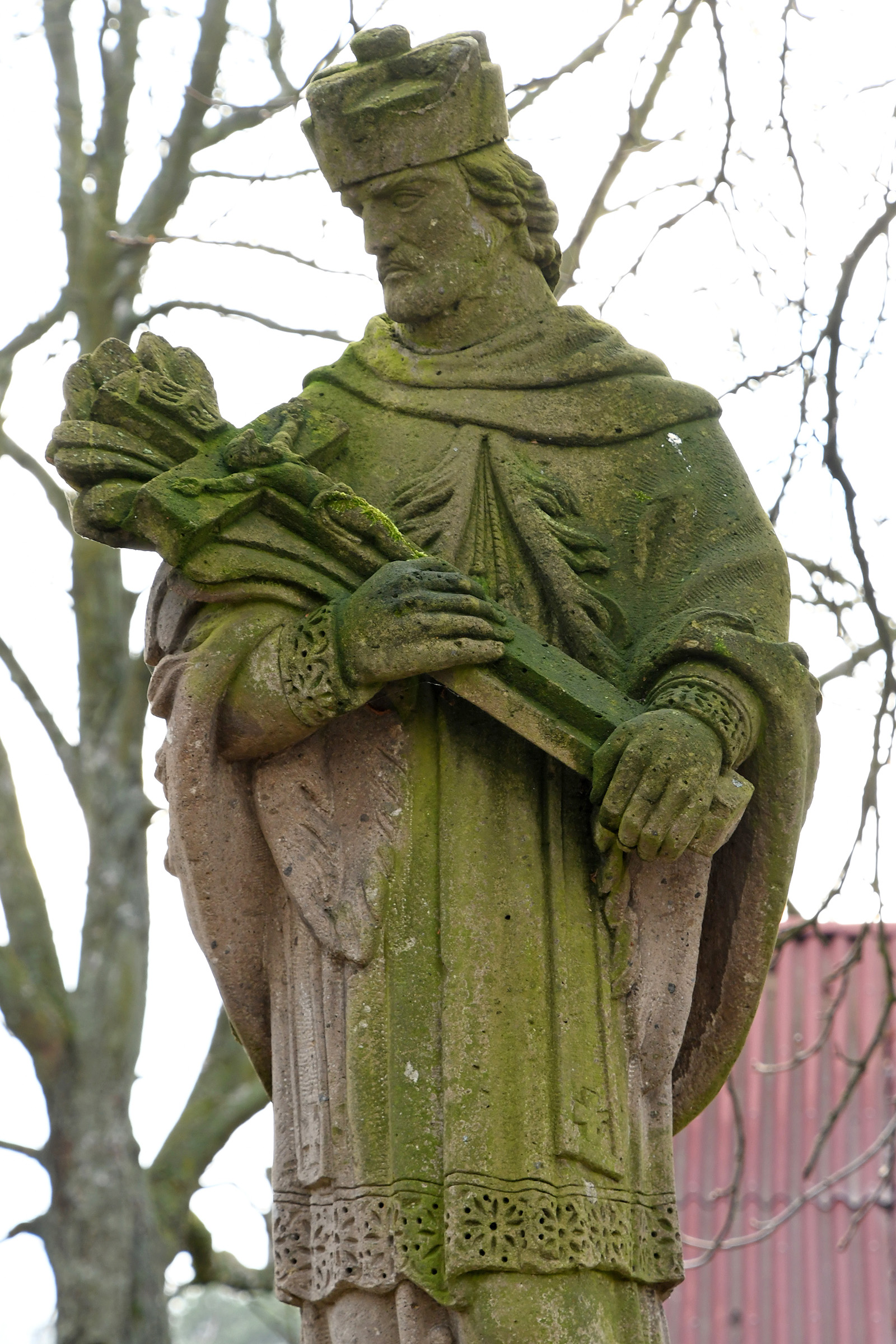
Nepomuki-Szent-János-Statue

## Verkehr
Durch Girincs verläuft die Landstraße Nr. 3607. Die nächstgelegenen Bahnhöfe befinden sich nördlich in Hernádnémeti-Bőcs sowie in westlicher Richtung in Nyékládháza und Hejőkeresztúr. Von Anfang April bis Mitte November besteht eine Fährverbindung über den Fluss Sajó in Richtung Sajószöged.